# Sverigetopplistan
Sverigetopplistan, trước đó được biết đến với tên gọi Topplistan và Hitlistan (và các tên khác), được thiết lập từ tháng 10 năm 2007 làm bảng xếp hạng âm nhạc quốc gia chính thức của Thụy Điển. Việc xếp hạng dựa trên dữ liệu doanh số từ Hiệp hội Công nghiệp thu âm Thuỵ Điển (Swedish Recording Industry Association, tiếng Thụy Điển: Grammofonleverantörernas förening). Từ cuối năm 2006, bảng xếp hạng chính thức tính cả doanh số nhạc download.

## Chương trình radio
Từ 1976 đến 2006, bảng xếp hạng được phát thanh đi trên kênh Sveriges Radio P3. Từ 2007, P3 chỉ phát dữ liệu doanh số download (DigiListan), điều khiển bởi Nielsen SoundScan.